# طیبه (مصر)

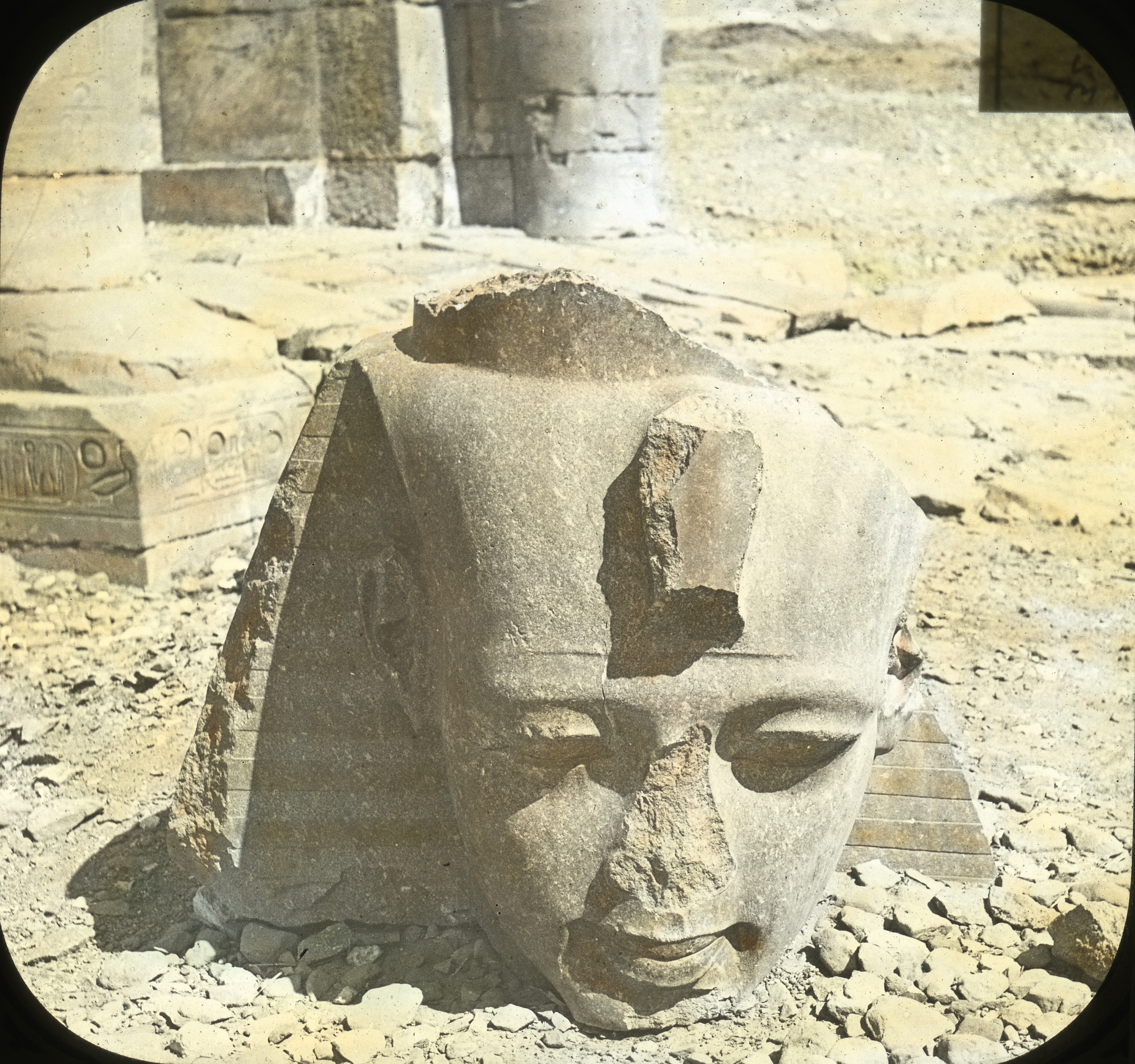
سردیس رامسس دوم یافته‌شده در تبای؛ موزه بروکلین

شهر طیبه (به مصری جدید: طيبه) نام شهری باستانی در مصر باستان بود. این شهر در نزدیک به ۸۰۰ کیلومتری دریای مدیترانه و در کرانهٔ خاوری رود نیل جای داشته و سکونت در آن به ۳۲۰۰ سال پیش از میلاد بازمی‌گردد. تبای پایتخت واسط -چهارمین ولایت مصر علیا- بود. این شهر چندی در روزگار دودمان یازدهم مصر و زمانی دراز به روزگار دودمان هجدهم مصر پایتخت بوده‌است.
آثار باستانی به جامانده از تبس می‌رساند که این شهر در نقطهٔ والایی از تمدن در مصر باستان بوده‌است. هومر چکامه سرای یونانی در ایلیادش توانگری تبس را ستوده‌است.
تبای در کنار شهر کنونی الاقصر جای دارد.

## واژه‌شناسی
تبای یا تِبائی در یونانی از نام قبطی niwt (به معنای شهر) یا niwt-rst (شهر جنوبی) گرفته شده‌است. در تنخ، ناحوم از این شهر با نام נא אמון نوآمون -به معنای شهر آمون یا بی‌آمون- یادکرده‌است. یونانیان آن را Διόσπολις یا شهر زئوس نیز خوانده‌اند. ایشان برای جدایش میان شهرهای چندی که به نام زئوس خوانده می‌شده بدین شهر لقب μεγάλη (مِگالی) یا بزرگ دادند.
بعدها، رومیان این شهر را Diospolis Magna (دیوسپولیس مانیا) خواندند که از سه واژه دیوس به معنای (خدا، خداوند)، پولیس به معنای (شهر) و مانیا (Magna) (هم ریشه با مِگالی در یونانی و به معنای بزرگ است) ساخته شده است و در مجموع معنای «خُداشهر بزرگ، شهرخدایی بزرگ» می‌باشد.

### دگرنام‌ها
- تِبای
- تِبِس
- واست
- نیوت
- ایونو شیما
- شهر عصا (مدینة الصولجان)